# Der letzte Mann (1924)
Der letzte Mann is een Duitse expressionistische film uit 1924 onder regie van Friedrich Wilhelm Murnau.

## Verhaal
De portier van Hotel Atlantis is trots op zijn baan. Als er geen kruier in de buurt is, besluit hij zelfs een loodzware koffer van een gast binnen te dragen. Uitgeput gaat hij zitten. Net op dat ogenblik komt zijn chef langs. Hij besluit de portier te degraderen tot schoonmaker van de toiletten.

## Rolverdeling
| Acteur            | Personage      |
| ----------------- | -------------- |
| Emil Jannings     | Portier        |
| Maly Delschaft    | Zijn nicht     |
| Max Hiller        | Haar bruidegom |
| Emilie Kurz       | Zijn tante     |
| Hans Unterkircher | Hotelier       |
| Hermann Vallentin | Hotelgast      |
| Emmy Wyda         | Buurvrouw      |
| Georg John        | Nachtwachter   |